# Willie Worsley
Willie James Worsley (Bronx, 13 novembre 1945) è un ex cestista statunitense, professionista nella ABA.

## Palmarès
- Campione NCAA (1966)